# Osteoglossidae
La famiglia Osteoglossidae comprende 8 specie di grossi pesci d'acqua dolce, appartenenti all'ordine Osteoglossiformes e conosciuti comunemente come Arowana.

## Descrizione
I pesci appartenenti all'ordine degli Osteoglossidae, possiedono una testa ossuta con due grandi occhi capaci di ruotare. La grande bocca è posta in posizione obliqua rispetto alla linearità del pesce, con apertura rivolta verso l'alto, all'apice della mandibola si trovano due bargigli sensoriali. Questi pesci sono caratterizzati da un corpo sinuoso e allungato corazzato di grandi squame a semicerchio. La pinna dorsale e quella anale sono molto lunghe e con raggi molli, mentre le pinne ventrali e pettorali sono corte. Questi pesci possono respirare ossigeno direttamente dall'aria immagazzinandolo nella vescica natatoria attraverso alcuni capillari.

## Distribuzione e habitat
Queste specie sono diffuse in Asia (Indocina, Sumatra e Borneo), in Australia, in Papuasia, in Sud America (nella foresta amazzonica) e nell'Africa tropicale, in corsi d'acqua a corrente lenta delle foreste pluviali e nelle foreste allagate.

## Comportamento e alimentazione
Questi pesci sono carnivori, la loro dieta comprende altri pesci, anfibi, insetti, piccoli rettili, uccelli e occasionalmente piccoli mammiferi. Quando sono in caccia, sono soliti "sparare" un getto d'acqua per far cadere gli insetti dai rami sovrastanti, quando ciò non è possibile, possono compiere dei balzi fuori dall'acqua per ghermire le prede poste nei rami più alti, possono balzare fino a 2 metri dalla superficie, grazie a questo comportamento, in Amazzonia sono chiamati pesci scimmia.
Sono degli incubatori orali, le uova e gli avannotti vengono custoditi dentro alla bocca, al riparo di possibili predatori, durante la crescita gli avannotti lasciano più volte la bocca del genitore per esplorare l'ambiente circostante ma solo dopo un certo numero di viaggi la lasceranno definitivamente.

## Tassonomia
- - Genere †Anaedopogon Cope, 1871
  - Genere †Foreyichthys Taverne, 1979
  - Genere †Nieerkunia Su, 1992
  - Genere †Osteoglossidarum
  - Genere †Ridewoodichthys Taverne, 2009
  - Genere †Taverneichthys Kumar, Rana & Paliwal, 2005
  - Genere †Tetoriichthys Yabumoto, 2008
  - Subfamiglia Osteoglossinae Bonaparte, 1832
    - Genere Scleropages Günther, 1864
      - Scleropages formosus
      - Scleropages inscriptus
      - Scleropages jardinii
      - Scleropages leichardti

    - Genere Osteoglossum Agassiz ex Spix & Agassiz, 1829
      - Osteoglossum bicirrhosum
      - Osteoglossum ferreiraiBasilewsky, 1855 (Arawana)